# Килов, Казбек Арсенович
Казбек Арсенович Килов (бел. Казбек Арсенавіч Кілоў; 23 января 1992) — белоруссий борец греко-римского стиля, призёр чемпионата Европы.

## Карьера
В июне 2011 года в сербском Зренянине, одержав победу в схватке за 3 место над болгарином Даниэлем Александровым, стал бронзовым призёром чемпионата Европы среди юниоров. В мае 2017 года в схватке за бронзовую медаль на чемпионате Европы в сербском Нови-Саде одолел азербайджанца Рухина Микаилова. В июле 2017 года в Варшаве завоевал серебряную медаль международного турнира  памяти Владислава Пытлятинского. В августе 2017 года в Париже в схватке за бронзовую медаль уступил иранцу Саиду Абдвали.

## Спортивные результаты
- Чемпионат Европы по борьбе среди юниоров 2011 — ;
- Чемпионат Европы по борьбе среди юниоров 2012 — ;
- Чемпионат мира по борьбе среди юниоров 2012 — ;
- Чемпионат Европы по борьбе среди молодёжи U23 2015 — ;
- Чемпионат Европы по борьбе 2017 — ;
- Чемпионат мира по борьбе 2017 — 5;